# Nokia 5.3
Nokia 5.3是芬兰手机制造商HMD Global推出的Nokia品牌手機，在2020年3月20日與Nokia 8.3、Nokia 1.3和Nokia 5310一同发布，并基于Android 10系统，采用Qualcomm Snapdragon665处理器的中端智能手机。手机也拥有綠藍色，金沙色与炭黑色三種選擇。手机价格则是189欧元。  

## 手机配置

### 設計
手機正面配置6.55英寸IPS LCD HD+顯示屏，并采用了水滴屏的设计。而手机的背面配备了四颗摄像头（1300万（主）+ 500万（超广角）+ 200万（超微距）+ 200万（景深））的设计。

### 性能
这部手机内置了Qualcomm Snapdragon665中端处理器，该处理器的GPU则是Adreno 610。而儲存方面則是提供了3GB/4GB/6GB RAM三种选择，儲存空間則是64GB的容量。

### 电量
Nokia 5.3內置了4000 mAh大電量電池，而USB接頭采用了USB Type C，支援的充電功率為5V 2A。